# The House of a Thousand Candles
The House of a Thousand Candles è un film muto del 1915 diretto da Thomas N. Heffron.
La sceneggiatura si basa sul romanzo The House of a Thousand Candles di Meredith M. Nicholson pubblicato nel 1905, adattato anche per il palcoscenico da George Middleton con un lavoro teatrale dallo stesso titolo che aveva debuttato a Broadway al Daly's Theatre il 6 gennaio 1908

## Trama
John Marshall Glenarm è un eccentrico milionario soprannominato affettuosamente "Squire" che vive in una casa piena di passaggi e stanze segrete. Squire progetta di far sposare Marian, la figlia del suo vicino di casa, con il nipote Jack. Ma quest'ultimo, che vive a New York, è legato sentimentalmente a Carmen, una focosa ballerina spagnola e, per restarle vicino, cancella una visita programmata dallo zio. Squire, allora, parte per un viaggio in Italia ma, qualche tempo dopo, arriva la notizia della sua morte.
L'esecutore delle volontà testamentarie di Squire, Arthur Pickering, annuncia a Jack che, per entrare in possesso dell'eredità dello zio, dovrà trasferirsi nella sua casa dove vivrà per un anno intero senza poterla lasciare. Jack accetta la condizione e, nella sua nuova residenza, incontra finalmente Marian, di cui si innamora. Pickering, che ama pure lui la ragazza, comincia a tramare insieme a Carmen per rovinare la relazione tra i due giovani innamorati. Una sera, mentre Pickering viene alle mani con Jack, una parete della casa si apre, rivelando un pannello segreto dal quale spunta Squire: l'uomo aveva finto la sua morte per indurre il nipote a venire in casa sua e poter conoscere Marian, che lui era sicuro essere la donna giusta per Jack.

## Produzione
Il film fu prodotto dalla Selig Polyscope Company. Venne girato negli studios della Selig a Chicago e in una casa privata di Wheaton.

## Distribuzione
Distribuito dalla V-L-S-E, il film  uscì nelle sale cinematografiche statunitensi il 23 agosto 1915.

### Altre versioni
Il romanzo di Nicholson fu portato sullo schermo una seconda volta dalla Jesse D. Hampton Productions con Haunting Shadows, un film firmato da Henry King che fu presentato in prima a New York il 28 dicembre 1919. Nel 1936, Arthur Lubin girò una nuova versione di The House of a Thousand Candles che in Italia venne distribuito con il titolo La casa delle mille candele. Si trattava di una storia di spionaggio che però aveva poco a che fare con il romanzo originale.